# Organisation des États ibéro-américains
L'Organisation des États ibéro-américains pour l'éducation, la science et la culture (en abrégé OEI), créée en 1949, est un organisme international à caractère intergouvernemental qui vise à favoriser la coopération entre les pays de la péninsule Ibérique et d'Amérique latine, hispanophones et lusophones, dans les domaines de l'éducation, de la science, de la culture et de la technologie.
Elle compte 23 États membres (Mexique, Guatemala, Nicaragua, Honduras, Salvador, Costa Rica, Panamá, Venezuela, Colombie, Équateur, Pérou, Brésil, Andorre, Argentine, Chili, Uruguay, Bolivie, Paraguay, Espagne, Portugal, Guinée équatoriale, Cuba et République dominicaine) et siège à Madrid.

## Membres

### États souverains
| - Argentine - Bolivie - Brésil - Cuba - Chili - Colombie - Costa Rica - Équateur - Guatemala - Honduras - Mexique - Nicaragua - Panama - Paraguay - Pérou - République dominicaine - Salvador - Uruguay - Venezuela | - Espagne - Portugal - Andorre - Guinée équatoriale |